# Пеллетье, Марсель
Марсель Пеллетье (фр. Marcel Pelletier; 26 февраля 1888, Дюделанж, Эш-сюр-Альзетт — XX век) — люксембургский легкоатлет, выступавший в метании копья, диска и молота и толкании ядра. Участник летних Олимпийских игр 1912 года.

## Биография
Марсель Пеллетье родился 26 февраля 1888 года в люксембургском городе Дюделанж.
В 1912 году вошёл в состав сборной Люксембурга на летних Олимпийских играх в Стокгольме. В метании диска занял в квалификации 31-е место, показав результат 33,73 метра и уступив 8,55 метра попавшему в финал с 3-го места Джиму Данкану из США. В толкании ядра занял в квалификации 17-е место с результатом 11,04, уступив 2,89 метра попавшему в финал с 3-го места Ларри Уитни из США. Также был заявлен в метании копья и молота, но не вышел на старт.
Дата смерти неизвестна.